# Centro Técnico Federal de Coverciano
O Centro Técnico Federal da FIGC de Coverciano (em italiano: Centro Tecnico Sportivo Federale della FIGC) é a sede do Setor Técnico da Federação Italiana de Futebol (FIGC), que é um órgão à serviço da FIGC responsável pela realização de atividades de estudo e capacitação para a difusão e aperfeiçoamento das técnicas do jogo de futebol.
Sediado em Florença, e mais precisamente na vizinhança de Coverciano, razão pela qual é coloquialmente referido como Centro Técnico de Coverciano ou ainda mais brevemente apenas como Coverciano, o CTF também é conhecido como Centro Tecnico Federale "Luigi Ridolfi", por conta de um de seus criadores, o Marquês Luigi Ridolfi.

## História
O Centro Técnico Federal (CTF) tornou-se realidade graças a dois eminentes florentinos: Marquês Luigi Ridolfi, vice-presidente da FIGC, a quem o CT foi dedicado após sua morte em 1958; e a Dante Berretti, presidente da IV Serie de 1952 a 1959 e posteriormente vice-presidente da liga que após o desaparecimento em 1965, passou a chamar-se Campionato Nazionale Dante Berretti. Antes de sua construção, o setor técnico da FIGC estava sediado em Roma com os outros departamentos.

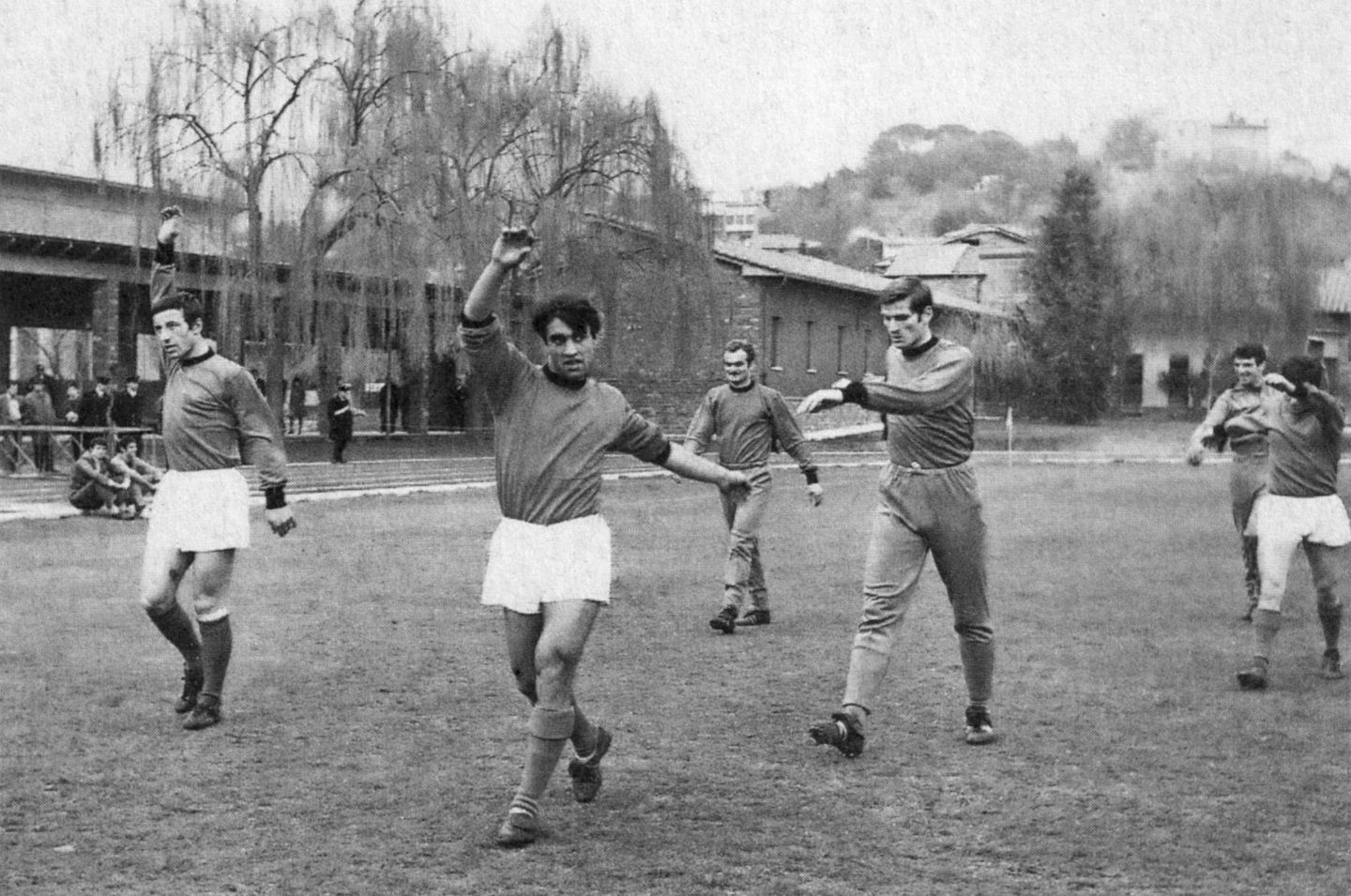
A Azzurra em treinamento em Coverciano em 1969

A FIGC adquiriu o terreno para construção do CT em 29 de março de 1952 (por uma decisão do Conselho Federal de 8 de maio de 1951). Cerca de um depois da compra começaram os trabalhos, que foram concluídos em outubro de 1957: o projeto foi realizado pelos arquitetos Francesco Tiezzi e Arnaldo degli Innocenti. A inauguraão oficial, no entanto, só ocorreu em 6 de novembro de 1958, na presença do então comissário extraordinário da FIGC, Bruno Zauli.
O Marquês Ridolfi concebeu o CT, tornando-o multifuncional, com foco no futebol, mas sem negligenciar outras atividades esportivas; portanto, com base na planta original, foi construída uma piscina, uma pista de atletismo e uma grande academia esportiva. Em 1974 foi criado o Departamento Médico, denominado Sezione Medica desde 1983; esta seção tem a tarefa de supervisionar a organização de saúde da Federação. Em 1977, uma seção foi criada para o desenvolvimento e promoção da Equipe de Treinamento de Jovens Jogadores, rebatizada de Sezione per lo Sviluppo del Calcio Giovanile e Scolastico desde 1983.

## Coverciano: A "Universidade do Futebol" e "Casa daAzzurra"
O CTF atualmente hospeda:
- o Museo del Calcio[5] (em português: Museu do Futebol);
- os escritórios do Setor Técnico[6];
- a sede da A.I.A.C. (Associazione Italiana Allenatori Calcio);
- a sede do Comitê Regional da Lega Nazionale Dilettanti[7];
- a sede do C.R.A. (Comitato Regionale Arbitri);
- a sede da seção A.I.A. (Associazione Italiana Arbitri) de Florença.[3]

Mas o mais alto nível de fama e reconhecimento que Coverciano alcançou em todo o mundo foi garantido por conta de dois grandes motivos: ser a sede da Seleção Italiana de Futebol o que lhe garantiu o apelido de "Casa da Azzurra"; e ser a base do Setor Técnico da FIGC, que lhe rendeu o status de "Universidade do Futebol".

## Estrutura
Do ponto de vista estritamente esportivo, o CT possui quatro campos de futebol em tamanho padrão (três são de grama natural e um de grama artificial), uma pista de atletismo com grama sintética, um campo de futebol de dimensões reduzidas em grama sintética, um campo de futebol de salão, um ginásio, duas quadras de tênis, uma piscina de 25 metros x 15 metros, 11 vestiários.

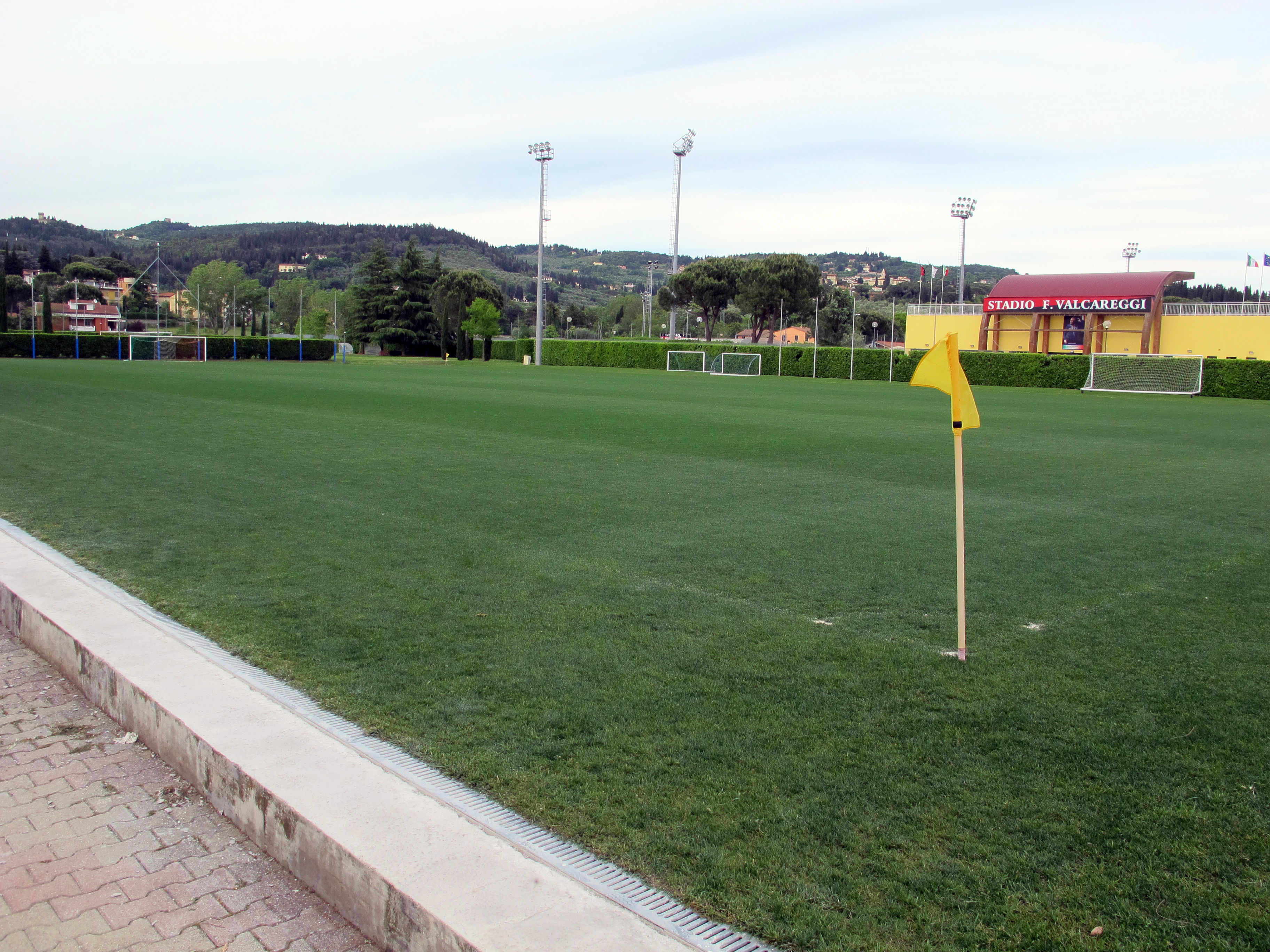
Vista de um dos campos de futebol do Centro de Treinamento

Além dessas infraestruturas esportivas, o CT possui: um hotel com 53 quartos e um restaurante com capacidade para 150 lugares. O CT também inclui um auditório e várias salas de aula, além da biblioteca do Setor Técnico, com uma grande variedade de livros sobre assuntos esportivos e futebolísticos que podem ser consultados, inclusive, todas as teses publicadas pelos alunos da Escola de Treinadores. A Seção Médica conta com uma sala para fisioterapia, duas para cirurgias, uma sala de direção, uma secretaria e um sala de arquivo.
O Museo del Calcio (Museu do Futebol), inaugurado em maio de 2000, tornou-se um ponto de referência para a cultura e a memória do futebol. Dentro do Museu há também o "Hall da Fama do Futebol Italiano", uma área dedicada à memória das maiores lendas do futebol italiano, que desde 2011, são nomeados pela FIGC para fazerem parte deste seleto clube.